# Eurobowl XXIV
Der Eurobowl XXIV war das Endspiel der 24. Saison der European Football League. Am 4. Juli 2010 standen sich die Raiffeisen Vikings Vienna aus Österreich und Berlin Adler aus Deutschland gegenüber. Das Spiel verfolgten 5.500 Zuseher im Wiener Casino-Stadion Hohe Warte. Die Adler konnten das Spiel mit 34 zu 31 gewinnen. Zum wertvollsten Spieler (MVP) wurde der deutsche Kicker Benjamin Scharweit gewählt, der das entscheidende 52-Yards-Field-Goal in der letzten Sekunde der Spielzeit verwertete. Haupt-Schiedsrichter war Serge Monmerque aus Frankreich.
Erstmals in der Geschichte des Eurobowls wurde ein Preisgeld von 10.000 Euro ausgeschüttet, wobei der Gewinner 5.000, der Verlierer und die EFAF jeweils 2.500 Euro bekamen.

## Spielverlauf

### 1. Viertel (7:7)
Das erste Quarter gestaltete sich sehr ausgeglichen. Zu Beginn des Spiels prägten zwei Turnovers das Spiel. Zunächst eine von Vikingsspieler Chauncey Calhoun gefangene Interception des Berliner Quarterbacks Kyle Callahan und postwendend ein von Vikings Runningback Josiah Cravalho verursachter Fumble, der von der Adler-Defense aufgenommen wurde. Im daraus entstehenden Drive erzielten die Berlin Adler mit einem 34-Yards-Lauf von Talib Wise ihren ersten Touchdown. Die Offensive der Vikings überbrückte daraufhin in 5 Spielzügen 59 Yard und schloss mit einem 5-Yards-Touchdownlauf von Chris James diesen Drive. Kurz vor Endes dieses Quarters verfehlt Adler-Kicker Benjamin Scharweit noch ein 46-Yards-Field-Goal.

### 2. Viertel (14:10)
Über weite Strecken des zweiten Quarter präsentierten sich die Vikings auf beiden Seiten des Balles erfolgreicher als die Berlin Adler, was sich durch je zwei Touchdowns und gefangene Interceptions auf Seiten der Vikings ablesen lässt. Zunächst fängt der als Linebacker aufgestellte Defensive Lineman Mike Brannon einen Pass von Callahan ab, den er über 67 Yards in die Endzone trägt und danach fängt Wide Receiver Calhoun einen 18-Yards-Pass von Christoph Gross und erzielt ebenfalls einen Touchdown. Zwischenzeitlich punktet Benjamin Scharweit noch durch ein 37-Yards-Field-Goal für die Adler.
Knapp 2 Minuten vor der Halbzeit ereignete sich eine durchaus entscheidende Szene, als die Vikings kein weiteres First down mehr erzielen konnten und so nochmals den Ball mittels Punt an die Berlin Adler abgeben mussten. In einer Minute und 42 Sekunden überbrückten die Adler 93 Yards in nur vier Spielzügen, die Kyle Callahan mit einem 47-Yards-Touchdown-Pass auf Thomas Emslander zum 21:17-Pausenstand abschloss.

### 3. Viertel (7:14)
Nach der erfolgreichen Aufholjagd Ende des 2. Viertels präsentierten sich die Berlin Adler im 3. Quarter wesentlich sicherer. Dies führte zu zwei Touchdown-Läufen, zunächst jenem von Talib Wise über 5 Yards, dann von Kyle Callahan über 24 Yards. Zwischendurch fing Vikings-Passempfänger Chauncey Calhoun einen 20-Yards-Pass von Christoph Gross.

### 4. Viertel (3:3)

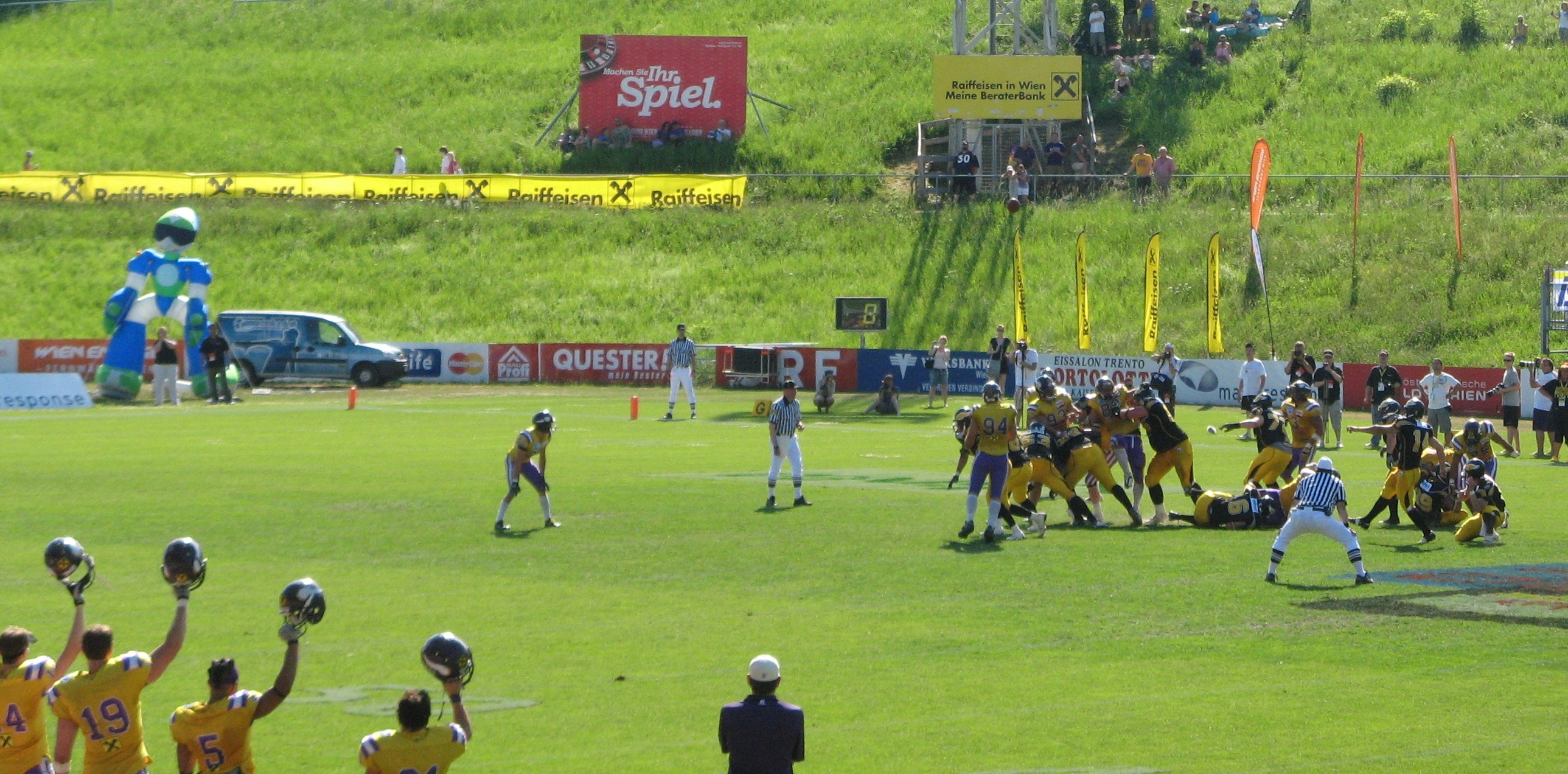
Spielentscheidendes 52-Yards-Field-Goal von MVP Benjamin Scharweit

Das vierte Quarter zeichnete sich vor allem durch ein sehr ausgeglichenes Spiel beider Mannschaften und der schwindenden Kräfte auf Grund der hohen Temperaturen von über 30 °C aus, wobei die Berlin Adler in zwei entscheidenden Szenen des Viertels das Spiel schlussendlich für sich entscheiden konnten. Zunächst stoppte die Adler-Defense einen Vikings-Spielzug an der 7-Yards-Linie und verhinderte so einen drohenden Touchdown. Somit blieb Peter Kramberger, dem Kicker der Vikings, nur die Möglichkeit, auf 31:31 per 25-Yards-Field Goal auszugleichen.
Bis zur letzten verbleibenden Sekunde auf der Uhr konnte die Vikings Defense einen Punktegewinn der Adler verhindern. Die Berliner Offense bewegten den Ball im letzten Drive bis an die 35-Yards-Line der Vikings. Beim vierten und letzten Versuch entschied sich Berlin für ein entscheidendes 52-Yards-Field-Goal, welches Benjamin Scharweit verwertete und sein Team damit zum ersten Eurobowl-Titel und sich selbst zum wertvollsten Spieler des Spiels schoss.

## Scoreboard
| Eurobowl XXIV – Wien (5.500 Zuschauer) | Eurobowl XXIV – Wien (5.500 Zuschauer) | Eurobowl XXIV – Wien (5.500 Zuschauer) | Eurobowl XXIV – Wien (5.500 Zuschauer)                   | Eurobowl XXIV – Wien (5.500 Zuschauer)                   | Eurobowl XXIV – Wien (5.500 Zuschauer)                   | Eurobowl XXIV – Wien (5.500 Zuschauer)                   |
| -------------------------------------- | -------------------------------------- | -------------------------------------- | -------------------------------------------------------- | -------------------------------------------------------- | -------------------------------------------------------- | -------------------------------------------------------- |
| Team                                   | Team                                   | Punkte                                 | Q1                                                       | Q2                                                       | Q3                                                       | Q4                                                       |
| Raiffeisen Vikings Vienna              | Raiffeisen Vikings Vienna              | 31                                     | 7                                                        | 14                                                       | 7                                                        | 3                                                        |
| Berlin Adler                           | Berlin Adler                           | 34                                     | 7                                                        | 10                                                       | 14                                                       | 3                                                        |
| Vikings                                | Adler                                  | Spieler                                | Spielzug                                                 | Spielzug                                                 | Spielzug                                                 | Spielzug                                                 |
| 0                                      | 7                                      | Talib Wise                             | 24-Yards-Lauf (PAT Benjamin Scharweit)                   | 24-Yards-Lauf (PAT Benjamin Scharweit)                   | 24-Yards-Lauf (PAT Benjamin Scharweit)                   | 24-Yards-Lauf (PAT Benjamin Scharweit)                   |
| 7                                      | 7                                      | Chris James                            | 5-Yards-Lauf (PAT Peter Kramberger)                      | 5-Yards-Lauf (PAT Peter Kramberger)                      | 5-Yards-Lauf (PAT Peter Kramberger)                      | 5-Yards-Lauf (PAT Peter Kramberger)                      |
| 14                                     | 7                                      | Mike Brannon                           | 67-Yards-Interception-Return (PAT Peter Kramberger)      | 67-Yards-Interception-Return (PAT Peter Kramberger)      | 67-Yards-Interception-Return (PAT Peter Kramberger)      | 67-Yards-Interception-Return (PAT Peter Kramberger)      |
| 14                                     | 10                                     | Benjamin Scharweit                     | 37-Yards-Field-Goal                                      | 37-Yards-Field-Goal                                      | 37-Yards-Field-Goal                                      | 37-Yards-Field-Goal                                      |
| 21                                     | 10                                     | Chauncey Calhoun                       | 18-Yards-Pass von Christoph Gross (PAT Peter Kramberger) | 18-Yards-Pass von Christoph Gross (PAT Peter Kramberger) | 18-Yards-Pass von Christoph Gross (PAT Peter Kramberger) | 18-Yards-Pass von Christoph Gross (PAT Peter Kramberger) |
| 21                                     | 17                                     | Thomas Emslander                       | 47-Yards-Pass von Kyle Callahan (PAT Benjamin Scharweit) | 47-Yards-Pass von Kyle Callahan (PAT Benjamin Scharweit) | 47-Yards-Pass von Kyle Callahan (PAT Benjamin Scharweit) | 47-Yards-Pass von Kyle Callahan (PAT Benjamin Scharweit) |
| 21                                     | 24                                     | Talib Wise                             | 5-Yards-Lauf (PAT Benjamin Scharweit)                    | 5-Yards-Lauf (PAT Benjamin Scharweit)                    | 5-Yards-Lauf (PAT Benjamin Scharweit)                    | 5-Yards-Lauf (PAT Benjamin Scharweit)                    |
| 28                                     | 24                                     | Chauncey Calhoun                       | 20-Yards-Pass von Christoph Gross (PAT Peter Kramberger) | 20-Yards-Pass von Christoph Gross (PAT Peter Kramberger) | 20-Yards-Pass von Christoph Gross (PAT Peter Kramberger) | 20-Yards-Pass von Christoph Gross (PAT Peter Kramberger) |
| 28                                     | 31                                     | Kyle Callahan                          | 24-Yards-Lauf (PAT Benjamin Scharweit)                   | 24-Yards-Lauf (PAT Benjamin Scharweit)                   | 24-Yards-Lauf (PAT Benjamin Scharweit)                   | 24-Yards-Lauf (PAT Benjamin Scharweit)                   |
| 31                                     | 31                                     | Peter Kramberger                       | 25-Yards-Field-Goal                                      | 25-Yards-Field-Goal                                      | 25-Yards-Field-Goal                                      | 25-Yards-Field-Goal                                      |
| 31                                     | 34                                     | Benjamin Scharweit                     | 52-Yards-Field-Goal                                      | 52-Yards-Field-Goal                                      | 52-Yards-Field-Goal                                      | 52-Yards-Field-Goal                                      |

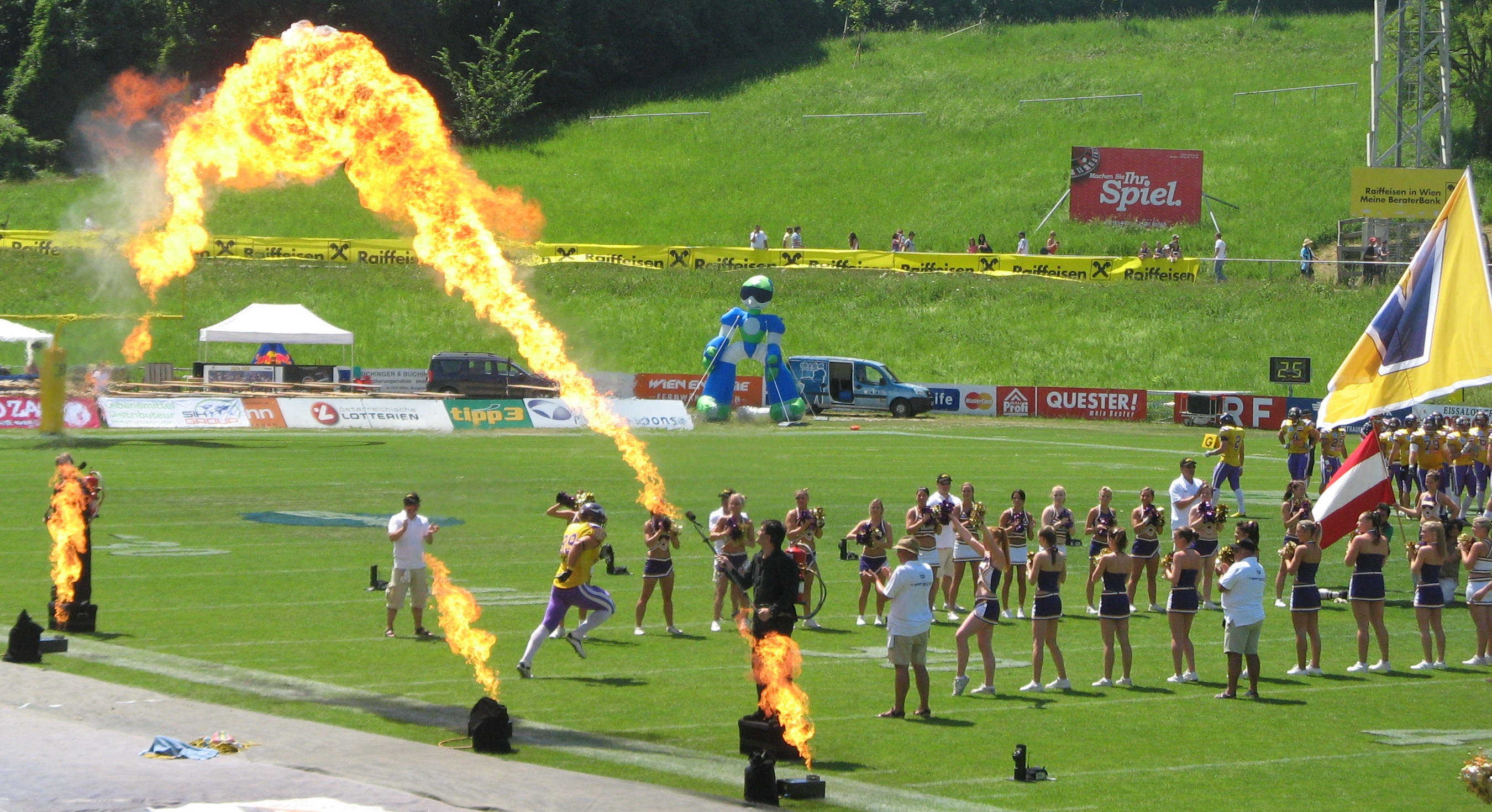
Vorstellung der Vikings-Starting-Offense
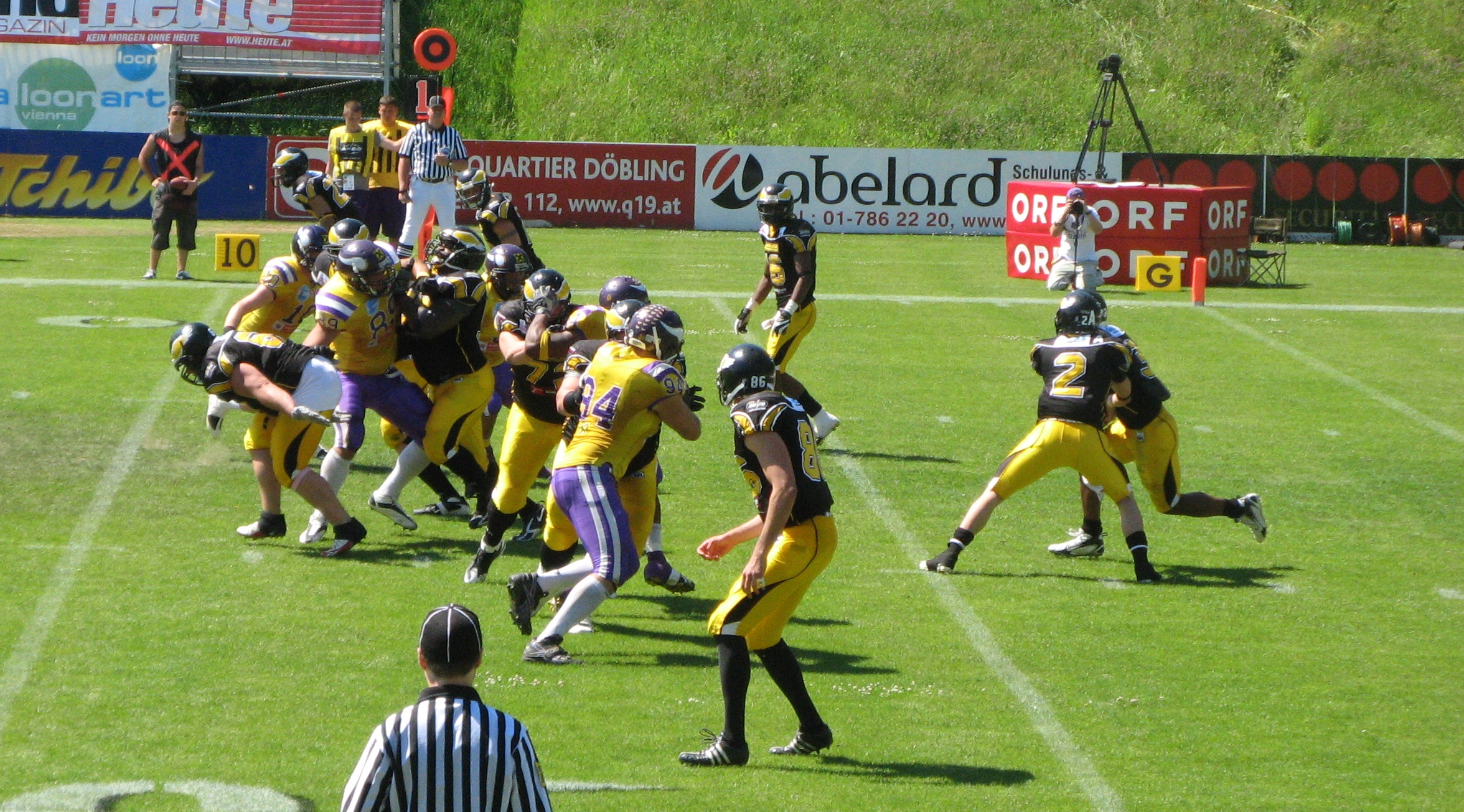
Laufversuch von Adler-RB Talib Wise
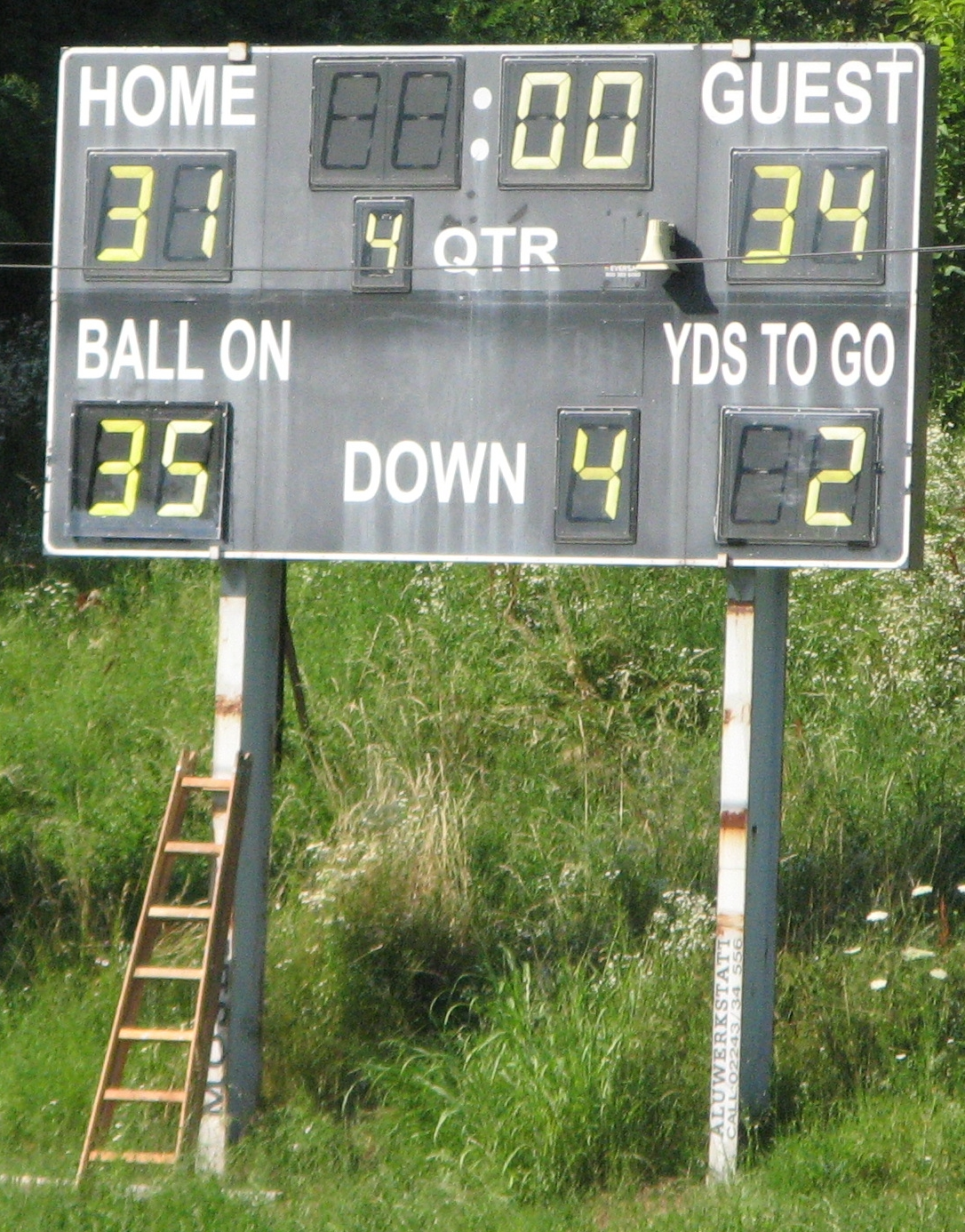
Endstand
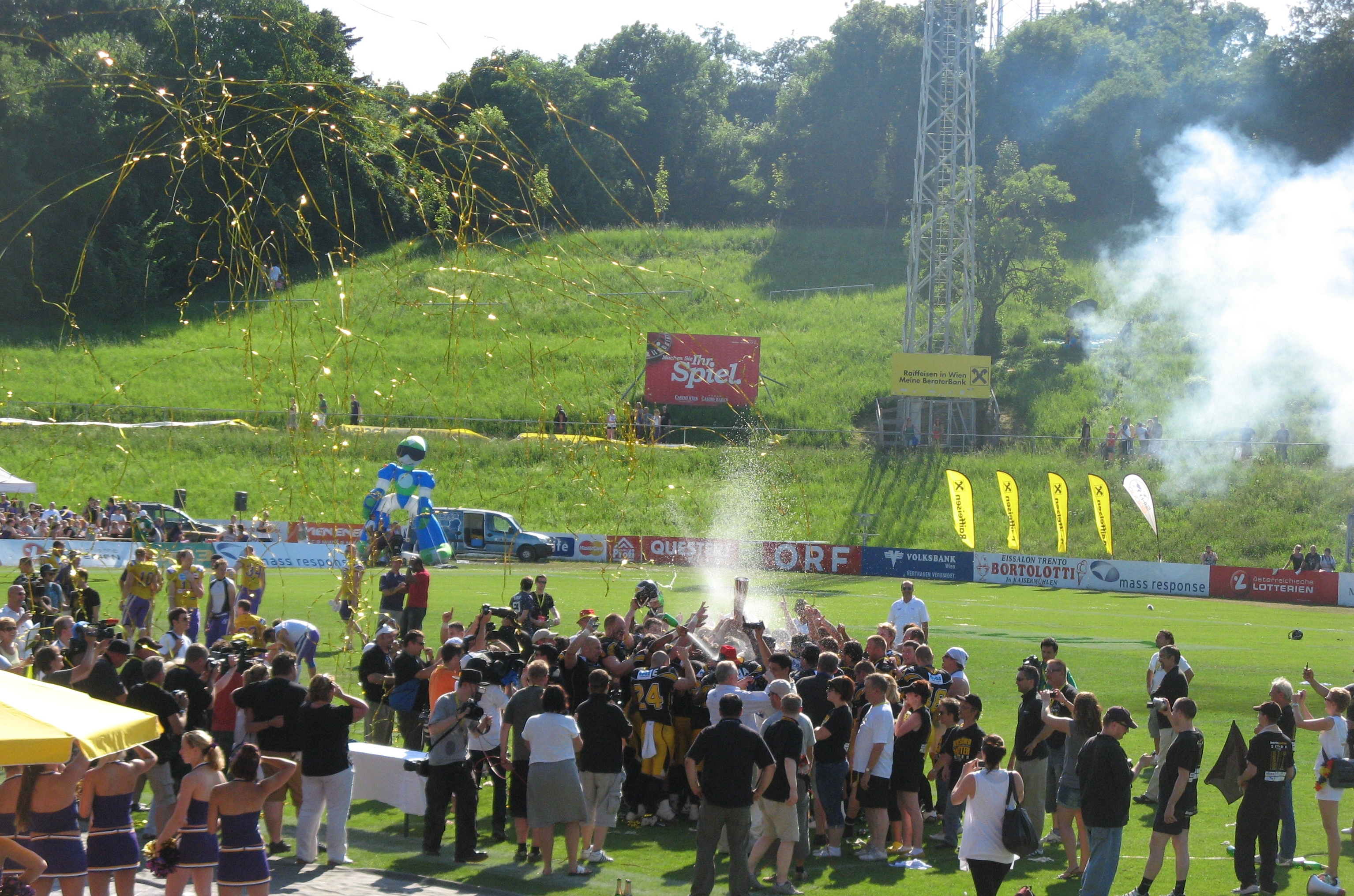
Siegesfeier der Berlin Adler